# Roussines (Charente)
Roussines település Franciaországban, Charente megyében. Lakosainak száma 298 fő (2022. január 1.). Roussines Écuras, Le Lindois, Rouzède, Sauvagnac, Busserolles és Maisonnais-sur-Tardoire községekkel határos.

## Népesség
A település népessége az elmúlt években az alábbi módon változott:
| Lakosok száma | 504  | 396  | 374  | 310  | 259  | 266  | 283  | 294  | 299  | 298  |
|               | 1968 | 1982 | 1990 | 2006 | 2013 | 2015 | 2017 | 2019 | 2020 | 2022 |